# Il dottor Sax
Il dottor Sax è un romanzo del 1959 scritto da Jack Kerouac nel 1952 e considerato da lui stesso il suo romanzo migliore.
Il romanzo è inoltre ritenuto l'opera della maturità artistica dello scrittore statunitense in quanto l'autore aveva già alle spalle l'esperienza della sua opera più conosciuta, Sulla strada e il suo seguito ideale, I vagabondi del Dharma e aveva già raggiunto con I sotterranei la "prosa spontanea" a cui tanto auspicava di giungere.
Il romanzo narra la storia di un ragazzo franco-canadese del New England; egli rappresenta la trasposizione letteraria dell'autore stesso che rivive sogni, incubi e fantasie della sua infanzia. Il romanzo rappresenta la straordinaria fantasia di lotta contro le forze del male modellata sulle forme dei fumetti e della letteratura popolare.

## Edizioni italiane
- Jack Kerouac, Il dottor Sax, collana Medusa (n. 525), traduzione di Magda de Cristofaro, Milano, Arnoldo Mondadori Editore, 1968.
- Jack Kerouac, Il dottor Sax, collana Oscar narrativa (n. 139), traduzione di Magda de Cristofaro, Milano, Arnoldo Mondadori Editore, 1977, ISBN 88-04-40294-6.
- Jack Kerouac, Il dottor Sax, collana Oscar classici moderni (n. 212), traduzione di Magda de Cristofaro, Milano, Arnoldo Mondadori Editore, 2007, ISBN 978-88-04-56788-2.